# Vanonus calvescens
Vanonus calvescens är en skalbaggsart som beskrevs av Thomas Casey 1895. Vanonus calvescens ingår i släktet Vanonus och familjen ögonbaggar. Inga underarter finns listade i Catalogue of Life.